# Color of your Spoon
Singles de Olivia
Dekinai
(2000) Sea me
(2001)
Color of your Spoon est le 6e single de Olivia sorti sous le label Cutting Edge le 4 octobre 2000 au Japon. Il atteint la 30e place du classement de l'Oricon, et reste classé pendant 3 semaines, pour un total de 14 270 exemplaires vendus.
Color of your Spoon a été utilisé comme campagne publicitaire Kanebo Kate. Color of your Spoon et Grapefruit Tea se trouvent sur l'album Synchronicity et sur le mini album Internal Bleeding Strawberry.

## Liste des titres
Toutes les paroles sont écrites par Olivia Lufkin et Korenaga Takumichi.
| 1. | Color of your Spoon | Olivia Lufkin        | 6:00 |
| 2. | Grapefruit Tea      | Korenaga Takumichi   | 2:24 |
| 3. | Lettuce Garden      | Sakushi Isaka Satoko | 4:46 |